# Coadă groasă
Coadă groasă este un vechi soi românesc de struguri albi întâlnit în podgoriile din sudul Moldovei. Strugurii erau de formă cilindro-conică, iar boabele sferice de mărime mijlocie. Strugurii se coceau la începutul lunii septembrie, dar se puteau culege și mai târziu. 